# Parafia Matki Bożej Częstochowskiej w Żarczycach Dużych
Parafia Matki Bożej Częstochowskiej w Żarczycach Dużych – parafia rzymskokatolicka, znajdująca się w diecezji kieleckiej, w dekanacie małogoskim.